# 無齒鯧屬
無齒鯧屬為輻鰭魚綱鯖形目無齒鯧科唯一一個現生屬。

## 命名
本屬拉丁語學名的前綴源自希臘語""，表示“非常”，詞根來自希臘語 ，意為眼睛，因模式種大眼無齒鯧顯著的大眼睛而得名。

## 分佈
本屬魚類分布於太平洋、大西洋、印度洋，主要為熱帶至亞熱帶的遠洋深海魚類，依不同種棲息深度，中層帶到底棲不等，最深在250公尺至600分尺之間。

## 形態
本屬為中型魚類，最大體長在18公分到80公分之間，體形從紡錘形到短形不等，背鰭硬棘10-13枚（多為12枚）、軟條13-17枚（多為15枚），臀鰭硬棘3枚、軟條13-16枚。

## 繁殖
本屬為卵生、雌雄異體、遠洋產卵。

## 經濟利用
印度無齒鯧是經濟魚種，其他的或少許利用、或為副漁獲物。

## 分類
本屬目前擁有7個受承認的物種，如下：
- 龐氏無齒鯧 Ariomma bondi Fowler, 1930
- 短鰭無齒鯧 Ariomma brevimanus (Klunzinger, 1884)：又稱愛氏無齒鯧。
- 印度無齒鯧 Ariomma indica (Day, 1871)：包含了陶氏無齒鯧 Ariomma dollfusi (Chabanaud, 1930)
- 大眼無齒鯧 Ariomma lurida Jordan & Snyder, 1904
- 褐無齒鯧 Ariomma melana (Ginsburg, 1954)
- 帕氏無齒鯧 Ariomma parini Piotrovsky, 1987
- 斑點無齒鯧 Ariomma regulus (Poey, 1868)